# Holocaust ở Litva
Holocaust ở Litva đã dẫn tới sự hủy diệt gần như toàn bộ người Litva gốc Do Thái (Litvaks),[a], sống ở Generalbezirk Litauen trong vùng Ostland Reichskommissariat dưới sự kiểm soát của Đức Quốc Xã và Cộng hoà Xã hội chủ nghĩa Xô Viết Litva. Trong khoảng 208,000-210,000 người Do Thái, ước tính rằng 190,000-195,000 đã bị sát hại trước khi kết thúc Thế chiến thứ 2 (đôi khi có những ước tính cao hơn được đưa ra), đa phần vào giữa tháng 6 và tháng 12 năm 1941. Hơn 95% người Do Thái Litva bị sát hại dưới sự chiếm đóng của Đức Quốc Xã trong òng 3 năm — sự hủy diệt này còn cao hơn cả các nước bị ảnh hưởng bởi Holocaust. Các nhà sử học cho rằng các tổ chức bán quân sự địa phương (không phải người Do Thái cũng tham gia vào cuộc diệt chủng này, và người ta vẫn tranh luận về nguyên nhân co sự hợp tác này. Holocaust đã gây ra tổn thất về nhân mạng cao nhất trong một khoảng thời gian ngắn trong lịch sử Litva.
Các sự kiện diễn ra tại các vùng phía tây của Liên Xô bị chiếm đóng bởi Đức Quốc Xã trong những tuần đầu sau cuộc xâm lăng của Đức, bao gồm Litva, đánh dấu sự khủng khiếp của Holocaust.[b]
Thành phần quan trọng đối với Holocaust ở Litva là chính quyền Đức Quốc Xã đã thổi bùng Chủ nghĩa bài Do Thái bằng cách đổ lỗi Liên Xô cho sự sáp nhập Litva gần đây một cách sớm hơn đối với cộng đồng Do Thái. Một yếu tố quan trọng nữa là mức độ mà thiết kế của Đức Quốc Xã bắt nguồn từ việc tổ chức, chuẩn bị và thực hiện các mệnh lệnh của họ với sự giúp đỡ của Litva trong sự chiếm đóng của Đức Quốc Xã.

## Hoàn cảnh
Sau khi Đức và-Liên Xô tấn công Ba Lan vào tháng 9 năm 1939, Quân Xô Viết đã ký một hiệp ước với Litva vào ngày 10 tháng 10, giao nộp chủ yếu người Ba Lan và người Do Thái ở thành phố Wilno (được đổi tên thành Vilna) cho Litva, để đổi lấy các sự nhượng bộ quân sự, và sau đó sáp nhập Litva vào 1940 sau cuộc bầu cử. Chiến tranh Xô-Đức, ngày 22/6/1941, xảy ra sau một năm chiếm đóng của Liên Xô đã dẫn tới các vụ trục xuất hàng loạt tới các nước Baltics chỉ một tuần trước cuộc xâm lăng của Đức. Đức Quốc Xã được hoan nghênh như là nghững người giải phóng và nhận được sự ủng hộ từ lực lượng dân quân Litva chống lại các đội quân Xô Viết đang rút lui. Nhiều người Litva tin rằng Đức sẽ cho phép tái thiết lập lại nền độc lập của đất nước. Để làm hài lòng người Đức, nhiều người đã thể hiện Chủ nghĩa bài Do Thái. Đức Quốc Xã, đã chiếm lãnh thổ Litva, lợi dụng tình thế này và trong những ngày đầu tiên đã cho phép Chính phủ Lâm thời Litva của Mặt trận Nhà hoạt động Litva được thành lập. Trong một thời gian ngắn, dường như người Đức đã trao cho Litva sự tự trị, tương đường với Cộng hòa Slovak. Tuy nhiên, sau khoảng một tháng, nhiều tổ chức Litva có tư tưởng độc lập đã bị giải tán trong khoảng tháng 8 và tháng 9 năm 1941, sau khi người Đức nắm quyền kiểm soát nhiều hơn.

## Sự hủy diệt dân Do Thái Litva

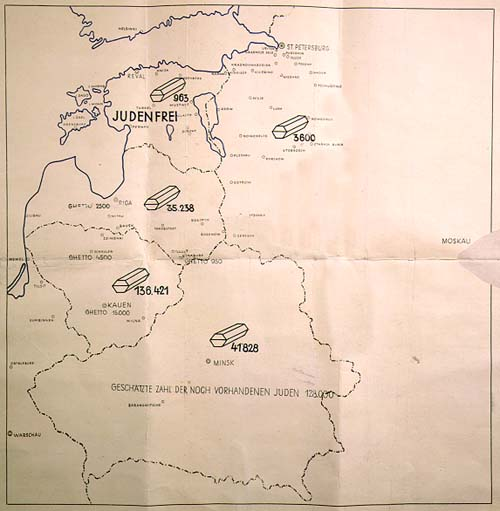
Tên bản đồ "Các cuộc hành quyết người Do Thái được thực hiện bởi Einsatzgruppe A" từ bản báo cáo của Stahlecker. Marked "Secret Reich Matter", bản đồ cho thấy số lượng người Do Thái bị bắn ở Reichskommissariat Ostland. Theo bản đồ này, lượng người Do Thái bị giết ở Litva là 136,421 ngay ngày bản đồ được tạo ra.

### Số lượng nạn nhân được ước tính
Trước khi Đức xâm lược, dân số Do Thái được ước tính khoảng 210,000, mặc dù theo số liệu thống kê của Litva, có 208,000 người Do Thái vào ngày 1/1/1941. Ước tính này, dựa trên số lượng người ở Liên bang Xô Viết trước chiến tranh (khoảng 8,500), số lượng người thoát khỏi Ghetto Kaunas và Vilnius, (1,500-2,000), cũng như số người sống sót trong các trại tập trung được giải phóng bởi Hồng Quân, (2,000-3,000), đẩy số người Do Thái Litva bị sát hại trong Holocaust lên 195,000-196,000. Rất khó để xác định được số người tử vong chính xác và kết quả sau đó luôn không thể là cuối cùng hoặc chắc chắn đúng. Các nhà sử học đưa ra các con số khác nhau đáng kể khoảng từ 165,000-254,000, con số cao hơn có thể bao gồm những người Litva không phải Do Thái hoặc những người bất đồng quan điểm được cho là người Do Thái bị giết ở Litva.